# トミー・プライス

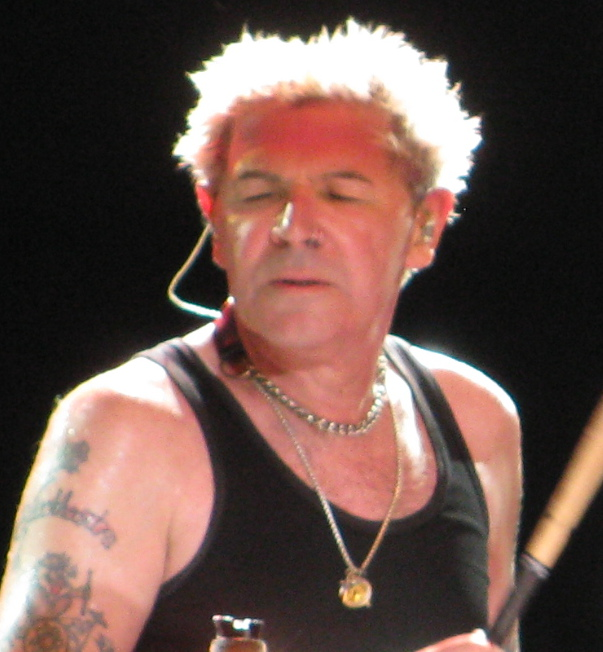
トミー・プライス

トミー・プライス（Thommy Price 1956年12月9日-）は、ニューヨーク・ブルックリン出身のロック・ドラマー。

## キャリア
16歳からプロになり、当初はスタジオ・セッションマンとして活動していた。
1982年にスキャンダル に加入したのを皮切りに、ビリー・アイドルのバックでプレイしたのち、1986年にはジョーン・ジェット&ザ・ブラックハーツに加入。
一方で、ミートローフのベーシストで幼な馴染みのカシム・サルトンとの共作で、アルバム"Lights On"をCBSレコードから発表している。このアルバムで彼はドラムスのほか、ギターやヴォーカルも担当し、収録曲の"No T.V. No Phone"は、1987年の映画"The Allnighter"（スザンナ・ホフス主演）に使用された。
現在でも精力的に活動しており、2005年には自身の名義で"Sex, Drums&Rock'n'Roll"をリリースしている。

## 活動歴

### 主な参加バンド
- ジョーン・ジェット&ザ・ブラックハーツ (1986-現在)
- ビリー・アイドル
- Mink DeVille
- スキャンダル (1982-1984, 2004-2005)

### 主なレコーディングセッション
- ピーター・ウルフ
- エンリケ・イグレシアス
- フランク・ライト
- ザ・ウォーターボーイズ
- デボラ・ハリー
- ロジャー・ダルトリー
- リック・オケイセック
- ロニー・スペクター
- ブルー・オイスター・カルト
- サイケデリック・ファーズ
- ロン・ウッド
- ジョン・ウェイト
- マイケル・モンロー
- スティーヴ・スティーヴンス